# Federazione cestistica dell'Inghilterra
La England Basketball è la federazione che controlla e organizza la pallacanestro in Inghilterra. Essa regola l'English Basketball League, sia maschile che femminile, e le Nazionali maschile e femminile. La federazione è stata inoltre coinvolta nella costituzione della Gran Bretagna nel dicembre 2005, insieme a quelle di Scozia e Galles.
L'England Basketball, affiliata alla FIBA dal 1937, non fa ancora parte della British Basketball League, l'unica lega professionistica della Gran Bretagna, sebbene entrambe le parti stanno lavorando per unire le due leghe.
L'attuale presidente è Terry Donovan.